# Bilono II
Bilono II est un village de la région du Centre du Cameroun. Il est localisé dans l'arrondissement (commune) d'Okola. On y accède par la piste rurale qui lie Nkolfeb à Ekabita et Okoukouda.

## Population et société
En 1965, la population de Bilono II était de 301 habitants. Bilono II comptait 450 habitants lors du dernier recensement de 2005. La population est constituée pour l’essentiel du peuple Eton.